# 横田高松
横田 高松（よこた たかとし）は、戦国時代の武将。甲斐武田氏の家臣。武田の五名臣の一人。

## 略歴
『甲陽軍鑑』に拠れば、高松は元々は近江国甲賀郡の出身で、佐々木氏の一族で六角氏の家臣であったとされる。同書においては時期や事情は不明であるが、武田信虎の代に甲斐国に入り武田氏に仕えたとし、弓矢巧者で、足軽大将として甘利虎泰の相備えとなり、各地で戦功をあげたという。
確実な記録においては晴信期に本格化した信濃侵攻において活躍が見られ、天文15年（1546年）8月の信濃国佐久郡志賀城攻めにおいて、関東管領の上杉憲政が派遣した後詰の軍勢を撃退したという（『高白斎記』『勝山記』）。
翌天文17年2月14日（1548年）の上田原の戦いで板垣信方、甘利虎泰の両宿将を失った信玄は、劣勢を挽回するべく天文19年9月9日（1550年）に信濃村上氏の拠点である砥石城を包囲した。高松も参戦して攻撃を開始するが、難攻不落の様相を呈する天然の要害に手を焼き、武田軍はやむなく退却を始めるが、ここで村上軍が退却する武田軍に襲い掛かり大混乱に陥る。世に言う砥石崩れであるが、高松は混乱する自軍を殿軍として支えて村上軍を一手に引き受けて戦死する（享年64とされる）。
その死は信玄を嘆かせ、後に近習の者に「武篇の者になろうとするなら、原美濃（虎胤）、横田備中（高松）のようになれ」と言い伝えたと言われる。

## 子孫
- 虎胤の長男・康景（綱松）は高松の婿養子となってその跡を継いだが、長篠の戦いで討死した。

- 横田氏は康景（綱松）の子・尹松の時に江戸幕府の旗本となり、5000石を領し、述松、由松（側衆・従五位下備中守）、栄松と続き、準松（のりとし、側衆・従五位下筑後守）の時、加増され9500石を領し、旗本最高位となる。